# Ella Rixová
Ella Rixová byla česká zpěvačka a dabérka.

## Život
Svou kariéru zahájila v roce 1934. Zpívala s mnoha slavnými českými zpěváky své doby, včetně Oldřicha Kováře.
Spolu s ním se v roce 1938 objevila v českém dabingu filmu Walta Disneyho Sněhurka a sedm trpaslíků. Její osud po roce 1938 není znám.

## Dabing
- 1938 – Sněhurka a sedm trpaslíků (Sněhurka, původní dabing)